# Ravals d'Altafulla
Els Ravals d'Altafulla són un conjunt de cases catalogats com a monument del municipi d'Altafulla i protegides com a bé cultural d'interès local.

## Descripció
Les cases dels ravals són la conseqüència del creixement demogràfic del segle xviii que, trobant insuficients les cases de la vila closa. Es desbordà per les faldes del turó altafullenc a la recerca de solars per poder bastir els edificis que calien i que es construïren als tres primers quarts de segle, paral·lels i perpendiculars a les muralles i portals de la vila medieval.
Els ravals de Dalt, de Baix, de l'Hostal i de la Barceloneta s'eixamplaren, ja que a les dècades dels anys 80/90 del segle xx, la necessitat de noves cases feu que les construccions s'estengueren per ambdós camins del pobles i, fins i tot pels camins que condueixen a la platja.

## Història
Totes aquestes cases del raval, encara que menys senyorívoles que les de la vila closa, repeteixen l'estructura formal d'aquelles. Totes responen en tot moment al treball de camp o a les tasques relacionades amb l'explotació agrícola.
Aquestes es caracteritzen pel carener de teulats paral·lels als frontis i com quasi a totes les cases dels centres poblats de vida pagesa, se segueix una norma essencial, que és la continuïtat dels teulats: així quan plou, l'aigua dels teulats va a parar al carrer o als patis i corrals de darrere l'habitacle i no a la casa del veí.
Les obertures de les golfes, quasi sempre espaioses, poden ser quadrades o amb arcs a la part superior. Fan d'eixugador o de pallisses. Les façanes de les cases són de pedra arrebossada.